# Sanduíche de manteiga de amendoim e geleia
Uma sandes (português europeu) ou sanduíche (português brasileiro) de manteiga de amendoim e geleia (peanut butter and jelly sandwich em inglês) é um sanduíche típico dos Estados Unidos, preparado com manteiga de amendoim, geleia e duas fatias de pão.
A primeira receita conhecida deste sanduíche é mencionada por Julia Davis Chandler em seu livro chamado Boston Cooking School Magazine em 1901. A combinação entre manteiga de amendoim, geleia e pão só se tornou popular entre os jovens americanos após a introdução do pão fatiado no final da década de 1920 e quando os fabricantes começaram a acrescentar açúcar no preparo da manteiga de amendoim. A popularidade disparou após a Segunda Guerra Mundial com o regresso dos soldados que tinham se acostumado a consumir a manteiga de amendoim e geleia que faziam parte da alimentação nas operações de campo.